# イエンモー県

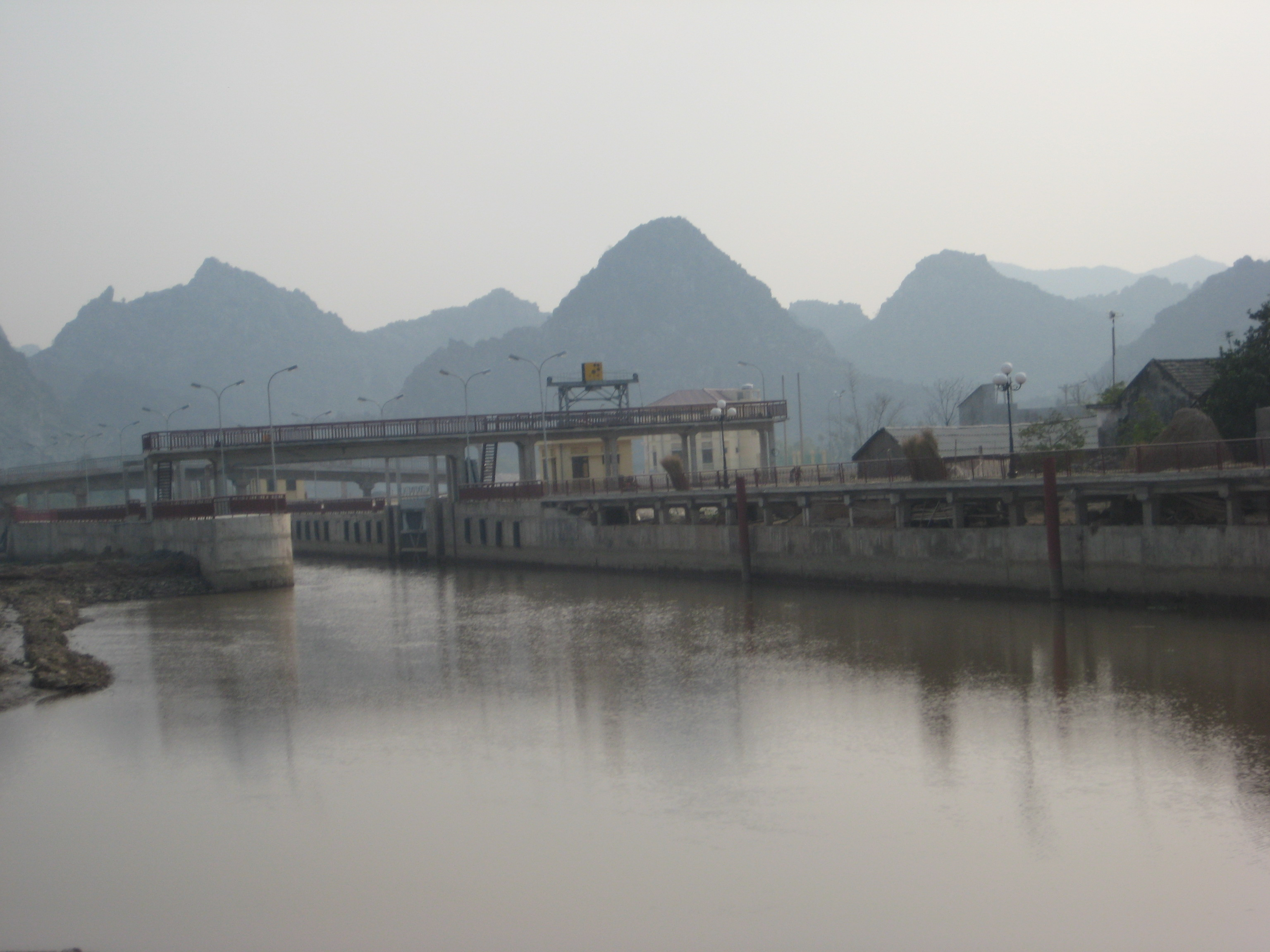
水利施設

イエンモー県（イエンモーけん、ベトナム語：Huyện Yên Mô / 縣安謨?）は、ベトナム社会主義共和国ニンビン省の県。面積は144.74km²、人口は110,302人（2012年）である。

## 行政区画
1市鎮16社を管轄する。